# Кухар
Ку́хар — це людина, яка професійно готує їжу для інших людей, як правило, в закладах громадського харчування.
Кухар готує супи, другі страви, іншу їжу, знає, як правильно зберігати продукти, готує різні страви за рецептами і вміє оформляти готові страви. Організовує зберігання продуктів відповідно до санітарно-гігієнічних норм. Попри те, що кухар на підприємствах громадського харчування користується встановленими рецептами страв, він може вносити до них зміни в залежності від якості сировини і контингенту споживачів. Працює в приміщенні, в умовах підвищеної температури.
Робота не рекомендується[ким?] людям з такими захворюваннями:
- Органів дихання;
- Серцево-судинної системи;
- Органів травлення;
- Нирок і сечовивідних шляхів;
- Опорно-рухового апарату;
- Нервової системи;
- Хвороби шкіри з локалізацією на кистях рук;
- Бактеріоносійство.

Для роботи кухарем потрібна санітарна книжка.
Професію кухаря можна здобути в спеціальних коледжах, середньотехнічних навчальних закладах та професійно-технічних училищах.

## Різновиди професії
- Шеф-кухар

Складає заявки на необхідні продовольчі товари, напівфабрикати і сировину, забезпечує їх своєчасне отримання зі складу, контролює терміни, асортимент, кількість і якість їх надходження і реалізації. Забезпечує на основі вивчення попиту споживачів різноманітність асортименту страв і кулінарних виробів, складає меню. Здійснює постійний контроль за технологією приготування їжі, нормами закладки сировини і дотриманням працівниками санітарних вимог і правил особистої гігієни. Здійснює розстановку кухарів та інших працівників виробництва. Складає графік виходу кухарів на роботу. Проводить бракераж готової їжі. Організовує облік, складання і своєчасне подання звітності про виробничу діяльність, впровадження передових прийомів і методів праці.
- Кухар-кондитер

Спеціалізується на кондитерських виробах.
- Кухар-технолог

Організовує процес приготування продуктів. Визначає якість сировини, розраховує його кількість для отримання порцій готових продуктів, калорійність добового раціону, складає меню та прейскуранти. Розподіляє обов'язки в бригаді кухарів. Контролює процес приготування кулінарної продукції, розробляє рецепти нових фірмових страв і складає на них технологічні карти. Оформлює необхідну документацію, інструктує кухарів. Веде повний облік матеріальних цінностей, обладнання, сировини, готової продукції.

## Зарубіжна термінологія
Європейська кухня частіше використовує власну систему іменування учасників процесу.
Система іменування бере свій початок від «бригадної системи» (brigade de cuisine) авторства Жоржа Оґюста Ескоф'є.
- Executive chef (начальник виробництва)

До його відповідальності належить абсолютно все, що стосується роботи кухні, закладу і т. ін., включаючи складання меню, підбір персоналу, економічні питання. Ця позиція вимагає навіть не стільки навичок приготування страв, скільки навичок менеджменту і управління. Це якраз та людина, яку європейці називають chef, head chef (але це не український «шеф-кухар»!)
- Chef de Cuisine (шеф-кухар)

Це власне шеф-кухар, який відповідає за приготування страв на окремо взятому виробництві. Для європейської кухні, особливо невеликої, часто CDC і EC — одна і та ж особа. Слід зазначити, що CDC, як правило, відповідає лише за «свою» кухню, тоді як EC може відповідати, наприклад, відразу за всі аспекти кухні в кількох ресторанах власника. Іноді можна зустріти назву «Head of the Kitchen».
- Sous-chef de Cuisine (су-шеф; помічник шеф-кухаря)

Помічник і заступник шеф-кухаря. Також може відповідати за розпис робіт, внутрішню логістику; здатен підмінити шеф-кухаря за необхідності. Також може і допомагати іншим кухарям. Зрозуміло, що на великих виробництвах таких посад може бути навіть кілька.
- Expediter, Aboyeur (експедитор, рознощик замовлень)

Аналога в українській термінології немає. Людина, що відповідає за передачу замовлень з столового приміщення в кухню, між кухарями та відділами, а також організовує внутрішню логістику. Часто він же відповідає за фінальну прикрасу страв, а іноді цю посаду поєднує шеф-кухар або його помічник. Французьке aboyeur означає «крикун»: людині доводилося мати сильний голос, оголошуючи замовлення в кухонному шумі.
- Chef de Partie (кухар; шеф-де-парті)

Власне, кухар. Відповідає за якісь виділені напрямки кулінарного виробництва. Якщо виробництво велике, то кухарі де-парті можуть мати помічників та заступників. Найчастіше шеф-де-парті на кожному виді виробництва всього один, для більшого складу прийнято іменувати «перший кухар», «другий кухар» і т. д. Розрізняються за напрямками:
- - Sauté Chef, Saucier (соте шеф, соуси) — Відповідає за соуси, за все, що подається з соусом, також за тушкування та обсмажування в соусах. Вимагає найвищої підготовки та відповідальності.
  - Fish Chef, Poissonier (рибний кухар, пуассонне, пассоньє) — Готує рибні страви, може відповідати за оброблення риби і за специфічні рибні соуси / підливки. Через велику кількість соусів і приправ, до речі, часто на невеликих виробництвах цією роботою займається також соусьє.
  - Roast Chef, Rotisseur (м'ясний кухар, ротіссьє) — Готує м'ясні страви і їх соуси. Обробленням м'яса не займається. Часто ротіссьє виконує також роботу грільярдьє (Наступний).
  - Grill Chef, Grillardin (гриль-кухар, грільярдьє, іноді грилі) — Відповідає за приготування страв на грилі, решітці, також на відкритому вогні.
  - Fry Chef, Friturier (кухар-по-обсмаженню, фритюрі) — Окрема позиція людини, яка займається обсмажуванням компонентів страв (частіше м'ясних, тому комбінується з ротіссьє). Він же — оператор фритюрних ванн (зазвичай з помічником).
  - Vegetable Chef, Entremetier (овочевий кухар, ентреметьє) — У європейській системі кухні зайнятий приготуванням салатів і перших страв, а також овочевих гарнірів і овочевих прикрас. При великій завантаженості прийнято розділяти на:
    - Soup Chef, Potager (кухар перших страв, потаже);
    - Vegetable dishes cook, Legumier (кухар овочевих страв, лежемьє).

  - Pantry Chef, Garde Manger (кухар холодних закусок, гардманже) — Відповідає за холодні закуски — і зазвичай за всі страви, які готуються і подаються холодними. При потребі і за салати.
  - Pastry Chef, Pâtissier (кухар випічки, патіссьє. Не кондитер!) — Відповідає за випічку, печені страви, іноді за десерти (але вони — якраз робота кондитера). Є практика, коли відділ випічки і кондитерська кухня значно відокремлені від головної.
- Другорядні посади
  - Roundsman, Tournant (змінний кухар, кухар-турне) — Кухар, завдання якого — бути в потрібний момент асистентом комусь із шеф-де-парті.
  - Butcher, Boucher (м'ясник; Буша) — Відповідає за первинну обробку м'яса (дичини, птиці) і риби, також, за потреби — за подальшу обробку на субпродукти.
  - Apprentice, commis (учень кухаря; комі) — Так називають кухаря, який вникає в суть роботи відділу кухні, або кухаря, який змінив відділ. Власне, зрозуміло з назви;
  - Communard (внутрішній кухар, «домашній кухар») — Готує страви для самих працівників виробництва, в тому числі і для кухарів кухні.
  - Dishwasher, escuelerie (мийник посуду; ескулері, ескулерье) — Одна людина або кілька осіб, що миють посуд під час роботи, а також стежать за чистотою та санітарією кухні. Зустрічається поділ за типами посуду (скло, прибори тощо).

## Система ACF
Американська Федерація Кухарів (American Culinary Federation) має окремий поділ на рівні кухарського мистецтва, пропонуючи програми сертифікації.
- Професійний кухар (Cooking professional)
  - Certified Culinarian — кухар (початковий рівень).
  - Certified Sous Chef — су-шеф. Усередині поділяється за найменуваннями професій. Необхідно знання менеджменту і планування для двох чоловік у відділі.
  - Certified Chef de Cuisine — шеф-кухар. Необхідно знання менеджменту і планування для трьох людей у відділі.
  - Certified Executive Chef — начальник виробництва. Необхідно знання менеджменту і планування для п'яти чоловік у відділі, плюс досвід зайняття посади CDC або EC, плюс практичний іспит спеціальної комісії.
  - Certified Master Chef — експертна оцінка. Можливо отримати тільки після CEC, здавши восьмиденний практичний іспит на виробництві.
- Персональний кухар (Personal cooking professional)
  - Personal Certified Chef — персональний кухар. 4 роки досвіду роботи, один з них — персональним кухарем, плюс знання менеджменту кухні, логістики та планування.
  - Personal Certified Executive Chef — начальник власної кухні. 6 років роботи, два з них — персональним кухарем, плюс знання менеджменту кухні, логістики та планування.
- Кондитер (Baking and pastry professional)
  - Certified Pastry Culinarian — кухар-кондитер. Початковий рівень.
  - Certified Working Pastry Chef — досвідчений кухар-кондитер. Необхідно знання менеджменту і планування.
  - Certified Executive Pastry Chef — начальник кондитерського виробництва. Необхідно знання менеджменту і планування. Досвід роботи, іспит комісії.
  - Certified Master Pastry Chef — експертна оцінка. Можливо отримати тільки після CEPC, здавши десятиденний практичний іспит на виробництві.
- Адмніністратор (Culinary Administrator)
  - Certified Culinary Administrator — адміністратор кулінарного виробництва. Підтверджує професійні якості в області менеджменту і планування. Потрібен досвід роботи на виробництві, управління 10+ працівниками у відділі, теоретичні іспити з планування, менеджменту, логістики, написання бізнес-планів та аналітиці — ну і звичайно, всі базові знання кулінарії.
- Викладач (Culinary Educator)
  - Certified Secondary Culinary Educator — викладач. Сертифікація для працівника виробництва, зайнятого в навчанні кулінарному мистецтву у закладі середнього чи спеціальної освіти.
  - Certified Culinary Educator — викладач вищої школи. Сертифікація для працівника виробництва, зайнятого в навчанні кулінарному мистецтву у закладі вище середньої освіти, а також у школах армії. Попередня сертифікація на CCC або CWPC.